# Чавдар Чендов
Вижте пояснителната страница за други личности с името Чавдар Чендов.
Чавдар Чернев Чендов е български журналист, преводач, поет и писател.
Името му е неразривно свързано с идеята и реализацията на революционния (за времето си) вестник/списание „Ритъм“. Пилотният брой на сп. „Ритъм“ се появява през 1985 г. като издание на ЦК на ДКМС, а на корицата му е група „Тангра“.
По спомени на Ивайло Кицов (гл. редактор през 2002-2007 г.) идеята за сп. „Ритъм“ се е появила в лудницата на Четвърти километър, между Чавдар Чендов от една страна и Стефан Станчев (първи гл. редактор на „Ритъм“) от друга. По това време „Ритъм“ започва като списание, в което освен материали за музика има и такива на социална тематика и страници за мода. По-късно „Ритъм“ се оформя като вестник, посветен на рок музиката.
През 1997 г., вече под заглавие „Нов ритъм“, изданието се възражда отново. Този път като месечно списание за музика, наследявайки някогашният рок-седмичник в. „Ритъм“.
В брой 73 (2003 г.) на списанието Чавдар Чендов разказва подробно за раждането на „Ритъм“:
"Та всичко почна от една статия, която през 1983 година поместих в „Народна култура“. В нея доста гневно настоявах за музикално издание, посветено на поп и рок музиката, за да можем поне по това да задминем Албания, с която бяхме останали последните мохикани на пълното затъмнение в тази сфера. „Резултатът“ не закъсня – още в следващия си брой „Литературен фронт“ ме направи на бъзе и коприва, като основното „престъпление“, в което бях уличен, беше, че съм твърдял, че поп музиката е популярна... Аз и до днес мисля така, но сега на никого не му пука, а тогава можеха спокойно да ме уволнят, ако не беше Стефан Продев, който ме покани на работа в същата тази „Народна култура“. Може би пак той имаше пръст в неочаквания интерес, който ЦК на Комсомола прояви към мен в лицето на Мирослав Попов от отдел „Култура“. Та Миро ми каза да не се офлянквам с празни приказки, ами да взема да го издам това списание, за да видят началниците му за какво става дума и евентуално да го подкрепят. И всичко това на любимия български принцип: „Пари нема – действайте!“. Може би именно по тази причина част от пишещите братя, които потърсих за съдействие, или отказаха, или просто ми вързаха тенекия. Слава Богу, че имаше ентусиасти като Емо Британеца, Христо Едрин, Биляна Михайлова и, разбира се, моята вярна съратница проф. Розмари Стателова, които заедно с още неколцина написаха материалите.
И, както си му беше редът, те трябваше да минат за „рецензия“ през ЦК на ДКМС, преди да бъдат допуснати за печат. Единственото възражение обаче предизвика заглавието РИТЪМ, което бях избрал, защото вече имало алманах „Ритъм на трудовото ежедневие“, така че кандисахме на РИТМИ. Цялата тази процедура се проточи осем месеца, а всеки производствен цикъл след това добавяше още по някой и друг месец към разтакаването. И списанието, което уж трябваше да отразява съвременните проблеми на поп и рок музиката, безнадеждно се отдалечаваше от същите тези проблеми. Слава Богу, че по чиста случайност (а може и да съм пророк?), избраните за корица и гръб Тангра и Росица Кирилова станаха съответно група и певица на годината, та появата на снимките им в началото на 1985 година можеше да се счита за направо светкавична реакция.
Не мога да не подчертая, че РИТМИ беше отпечатано в лудницата на 4-ти километър, благодарение на което във всички стаи там висяха цветни снимки на Росица Кирилова. Дори и при най-лудите Тангра не бяха забелязани! Може и да е за хубаво. Но никак не беше хубаво, когато във финалната фаза на отпечатването довтаса представител на ЦК и нареди Тангра да бъдат махнати от корицата и, ако вече няма друга възможност, просто под заглавието да бъде оставено бяло петно... А и основният материал в броя беше за групата. Пълна веселба. Хукнах по инстанциите и научих какви са „страшните престъпления“, извършени от Косьо Марков и компания. По сигнал на неидентифицирана субектеса от Перник те се били появили на сцената във „фашистки униформи“ и „поздравявали публиката с нацистки знаци“. Свързах се с щурмбанфюрер Косьо и той ми обясни, че ръководството на младежкия дом не харесало сценичните им костюми и те решили да се появят в еднакви черни панталони, с бели ризи и черни вратовръзки. Изглежда последният детайл е жегнал особено силно комсомолската съвест на местната културтрегерка, както и метълските знаци на палавия по онова време Станислав Сланев, сега Стенли. Както и да е, корицата беше спасена и първото българско списание за поп и рок музика РИТМИ видя бял свят на 5 януари 1985 година. Трябваше обаче да минат още три години докато се появи първият брой на онзи РИТЪМ, който сега държите в ръцете си. Истинско щастие е, че комсомолът изпрати за негов главен редактор Стефан Станчев, с когото бяхме лежали няколко месеца в една стая в... лудницата на 4-ти километър. Въобще това заведение се оказа истинска ковачница за кадри на РИТЪМ, но това вече е съвсем друга история."
През 2006 г. на пазара излиза брой № 100 на „Ритъм“, за който всеки от бившите главни редактори (с изключение на покойния по онова време Стефан Станчев) Чавдар Чендов, Румен Янев, Милко Стоянов и Юлиана Танчева пише юбилейно интро.
Освен като създател и дългогодишен редактор на РИТЪМ, Чендов Чендов е откривател на група „Контрол“, както и съавтор, заедно с Розмари Стателова, на една от първите български книги (издадена през 1983 година) за съвременна музика, озаглавена „Поп музиката: субективни разсъждения и опит за обективни преценки“.
Чавдар Чендов умира след инсулт на 19 януари 2012 г. в София.